# 草地章江 なまけものの夢
『草地章江 なまけものの夢』（くさちふみえ なまけもののゆめ）は、TBSラジオ（運営当時は東京放送）で1996年4月から1997年3月まで放送されたアニラジ番組である。

## パーソナリティー
- 草地章江

## 放送時間
- 1996年4月-10月 毎週土曜日21：30-22：00（21:30までナイター中継延長の場合は放送休止になる（余った時間野球情報番組で埋める。）ため、数えるほどしか放送されなかった。）
- 10月-1997年3月 毎週土曜日26：00-26：30

## 概要
ハガキを中心に草地が一人でしゃべる。ノベルティーは名刺。オープニングで使用されていた曲はNHK青森『情報ランチ』での情報告知コーナーで使用されているものと同じ曲。

## かつて放送されていたコーナー
Ｄ－ファイル
夢を投稿するコーナー。
なま夢ゲーム部
ゲームに関するクラブ活動部員を募集するコーナー。
美月の疑問
日常生活の中で、ふと思った素朴な疑問をアンケートするコーナー。
ナイスガイを探せ
アニメの中のいい男を探すコーナー。
ガルフォースマニア
我こそはガルフォースマニアという自慢をするコーナー。
カミング・アウト・セーフよよいのよい
秘密を告白するコーナー。
おとなの瞬間
自分が大人だと感じた瞬間を投稿するコーナー。
自慢キング
自慢をするコーナー。
他人の秘め事
知っている他人の秘密をコーナー。
投稿クイズ噂の三択
噂になっていることを三択クイズにして答える。

## ネット局
- 北陸放送 日曜日 21:30 - 22:00
- 南海放送 日曜日 22:30 - 23:00
- 福井放送 月曜日 21:30 - 22:00
- 山陰放送 月曜日 22:00 - 22:30
- 中部日本放送 水曜日 20:30 - 21:00